# Vector (biltillverkare)

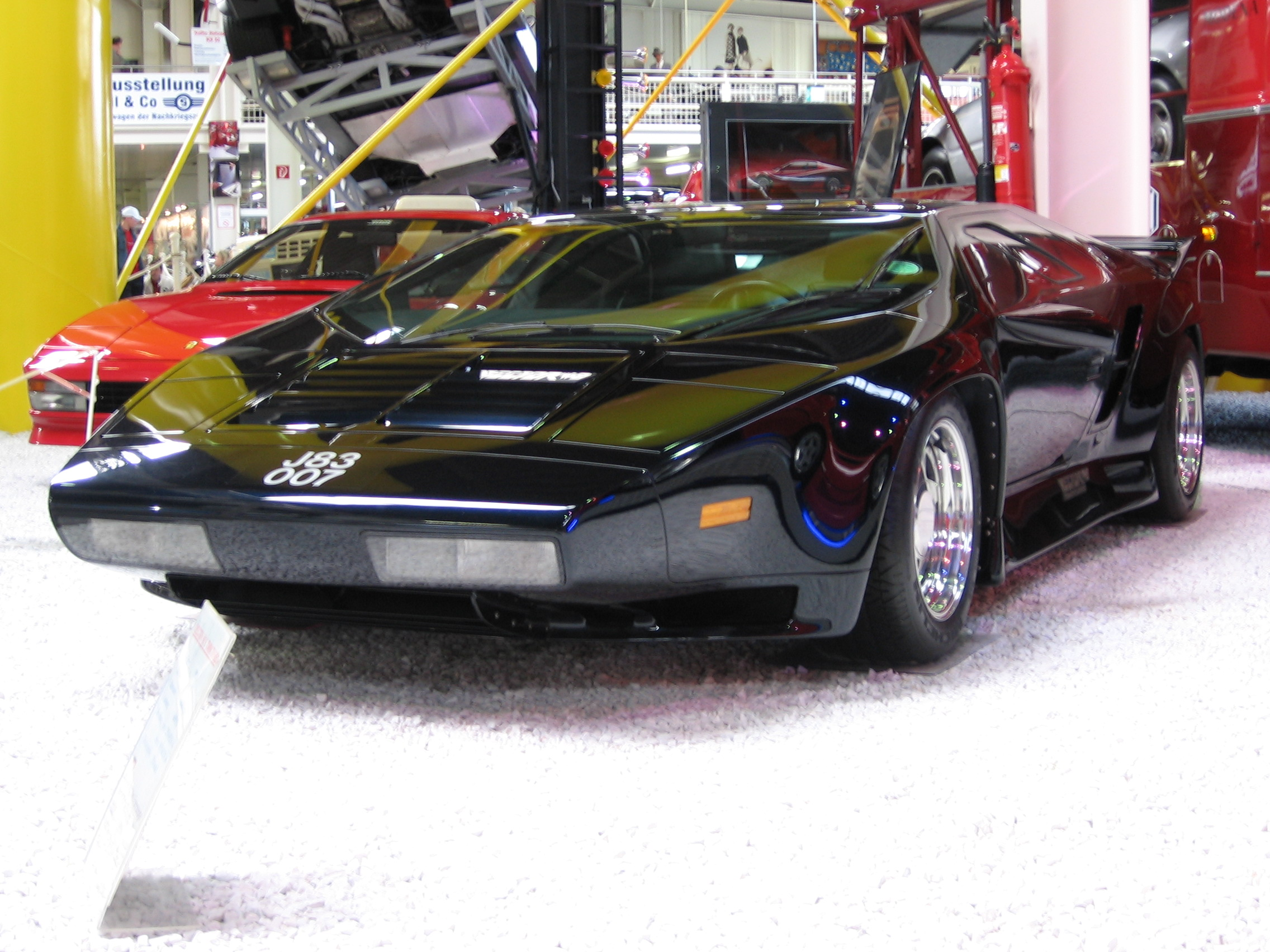
1992 Vector W8 twin-turbo.

Vector Aeromotive Corporation är en amerikansk sportbilstillverkare grundad av Jerry Wiegert i Wilmington, Kalifornien 1978.